# Buckland (rivière)
Pour les articles homonymes, voir Buckland.
La rivière Buckland est un cours d'eau d'Alaska, aux États-Unis situé dans le borough de Northwest Arctic.

## Description
Longue de 67 milles (108 km), elle coule en direction du nord-ouest pour rejoindre la baie Eschscholtz à 40 milles (64 km) de Selawik.
Elle a été référencée en 1826 par le capitaine Beechey, de la Royal Navy, en l'honneur du Dr William Buckland, professeur de géologie à Owford.